# Маха Абдельсалам
Маха Абдельсалам (8 червня 1998) — єгипетська стрибунка у воду.
Учасниця Олімпійських Ігор 2016, 2020 років.